# Isole Banggai
Le Isole Banggai (indonesiano: Kepulauan Banggai) sono un arcipelago dell'Indonesia situate nel Mar delle Molucche, di fronte alle coste orientali dell'isola di Sulawesi. Amministrativamente le isole fanno parte della provincia di Sulawesi Centrale e costituiscono una reggenza (kabupaten) di recente creazione.

## Geografia
Le Isole Banggai sono circondate dal Mar di Banda, a sud, il Golfo di Tolo, ad ovest, e il Mar delle Molucche, a nord. Lo Stretto di Peleng, ad ovest, le separa da Sulawesi, mentre lo Stretto di Salue Timpaus, ad est, le separa dalle Isole Sula. L'arcipelago si estende su 3.165 km² di terre emerse e 18 828 km² di mare ed è costituito da 123 isole, di cui le cinque maggiori sono: 
1. Peleng (2.340 km²);
2. Banggai (268 km²);
3. Bangkulu (145 km²);
4. Salue Besar (84 km²);
5. Labobo (80 km²).

Altre isole di una certa rilevanza sono: Bowokan, Kebongan, Kotudan, Tropettenando, Timpau, Salue Kecil e Masepe.

## Economia
L'economia si basa sull'agricoltura (riso e sago), sulla pesca (tartarughe, trepang), sullo sfruttamento delle foreste e sull'estrazione di salmarino.